# ジョン・ウォーカー (映画プロデューサー)
ジョン・ウォーカー（John Walker, 1956年4月21日 - ）は、アメリカ合衆国のプロデューサー・俳優である。ディズニー・ピクサー『Mr.インクレディブル』（2004年）などで知られる。

## 略歴
ノートルダム大学を卒業し、サンフランシスコでアメリカン・コンサーバトリー劇場で演劇教育を学んだ。ヴィクトリー・ガーデンズ・シアターのマネージング・ディレクターとして雇われ、30以上の新作舞台を製作した。
妻は自信が副社長を務めるゴースト・ランチ・プロダクションズの社長のパメラ・ゲイ・ウォーカーである。2015年までに2人は25の舞台で共演している。

## フィルモグラフィ
- アイアン・ジャイアント The Iron Giant (1999) アソシエイトプロデューサー
- バクテリア・ウォーズ Osmosis Jones (2001) アソシエイトプロデューサー
- Mr.インクレディブル The Incredibles (2004) 製作
- メリダとおそろしの森 Brave (2012) スペシャルサンクス
- トゥモローランド Tomorrowland (2015) 製作総指揮[2]
- インクレディブル・ファミリー Incredibles 2 (2018) 製作

## 受賞とノミネート
| 賞           | 年   | 部門             | 作品                         | 結果       |
| ------------ | ---- | ---------------- | ---------------------------- | ---------- |
| アカデミー賞 | 2018 | 長編アニメ映画賞 | インクレディブル・ファミリー | ノミネート |